# Patrick Modiano
Jean Patrick Modiano (po slovensko [žán patrík modjanó]; francoska izgovorjava: [ʒɑ̃ paˈtʁik ˌmɔdjaˈno]) francoski književnik in Nobelovec, * 18. julij 1945, Boulogne-Billancourt, Francija.
Na njegovo ustvarjanje je vplivala ob njegovem rojstvu pravkar končana druga svetovna vojna, pa tudi odsotnost staršev med odraščanjem. Prvi roman je objavil pri 22 letih starosti, od takrat jih je napisal približno 30. Tematika njegovih zgodb je pogosto iskanje lastne identitete, običajno so postavljene v povojni Pariz. Opisali so ga kot Marcela Prousta naše dobe.
Modiano je pred Nobelovo nagrado za književnost dobil avstrijsko državno nagrado za evropsko književnost leta 2012, leta 2010 Prix mondial Cino Del Duca, ki jo podeljuje Institut de France za življenjsko delo, leta 1978 Prix Goncourt za roman Ulica Boutiques obscures in leta 1972 Grand Prix du roman de l'Académie française za Les Boulevards de ceinture. Njegova dela so prevedena v številne jezike, med drugim seveda tudi v slovenščino, v veliki meri po zaslugi Nobelove nagrade. Pred njo je bil izven Francije v veliki meri neznan.

## Zgodnja in zasebna leta
Jean Patrick Modiano se je rodil v kraju Boulogne-Billancourt, eni od občin v zahodnem predmestju Pariza 18. julija 1945. Njegov oče, Albert Modiano (1912–77, rojen v Parizu), je bil italijanskega judovskega porekla; po očetovi strani je bil potomec sefardske družine iz Soluna. Materi je bilo ime Louisa Colpijn (1918-2015), tudi Louisa Colpeyn; bila je igralka belgijskega porekla. Modianova starša sta se spoznala v zasedenem Parizu med drugo svetovno vojno, njuno razmerje je bil napol tajno, kmalu po Patrickovem rojstvu pa sta se ločila. Oče ni hotel nositi rumene zvezde in se tudi ni javil, ko so pariške Jude zbirali za deportacijo v nacistična koncentracijska taborišča. Prijeli so ga februarja 1942 in malo je manjkalo, da ga niso deportirali. Med leti vojne se Albert preživljal s posli na črnem trgu in se družil s francoskimi pomagači Gestapa. Vodje tako imenovane Carlingue so izvirali iz francoskega podzemlja. Albert Modiano o teh časih s svojim sinom ni govoril, vse do svoje smrti 1977.
Otroštvo Patricka Modiana se je odvijalo v svojevrstnem vzdušju. Prva leta je živel pri starih starših po materini strani, tako da je flamščina bila njegov prvi jezik. Odsotnost očeta, pogosto tudi matere, ki je gostovala, ga je zbližala z dve leti mlajšim bratom Rudyijem, ki je, star devet let, nenadoma zbolel in umrl. Patrick Modiano je bratu v spomin posvetil dela med 1967 in 1982. Ko se v svojih slavnih spominih Un Pedigree (2005) spominja teh časov, pravi: »Avtobiografijo pisati mi ni bilo mogoče, zato sem tudi delu dal naslov 'Poreklo': knjiga ne govori toliko o tem, kaj sem počel jaz, temveč kaj so drugi počeli z menoj.«
Kot otrok je obiskoval osnovno šolo École du Montcel v Jouy-en-Josas, kasneje Collège Saint-Joseph de Thônes in Haute-Savoie,potem pa gimnazijo Lycée Henri-IV v Parizu. Na zavodu Henri-IV ga je geometrijo učil pisatelj Raymond Queneau, prijatelj Modianove matere. Maturiral je v Annecyju leta 1964. Oče ga je proti njegovi volji prijavil na pripravljalni tečaj za študij, kjer pa ni dolgo zdržal. Leta 1965 se je vpisal na Sorbono, da bi mu kot študentu ne bilo treba k vojakom, vendar pa študija ni dokončal.

## Poroka in družina
Leta 1970 je Modiano poročil Dominique Zehrfuss. V intervjuju za revijo Elle 2003 je med drugim rekel: »Poročni dan mi je ostal v spominu kot ena sama katastrofa. Lilo je kot iz škafa. Prava mora. Poročni priči sta bila Queneau, ki je skrbel zame od otroštva dalje, in Malraux, očetov prijatelj. Začela sta se pričkati o Dubuffetu, bilo je, kot da gledamo teniški dvoboj! Naj bo, vesel bi bil, ko bi nam o tem ostalo vsaj nekaj fotografij, pa je edini med nami, ki je imel pri sebi fotoaparat, pozabil na film. Tako imava za spomin en sam posnetek, od zadaj, ko se skrivava pod dežnikǃ« Rodili sta se jima hčerki Zina (1974) in Marie (1978).

## Pisateljska pot
Ključnega pomena za Modiana je bilo znanstvo s Queneaujem, avtorjem del Cica v metroju in Vaje v slogu. Queneau je Modiana je uvedel v literarne kroge, seznanil ga je tako z njegovim prihodnjim urednikom pri Éditions Gallimard. Leta 1968 je Modiano, potem ko je rokopis dal brati Queneauju, star 22 let objavil svojo prvo knjigo Zvezdni trg (La Place de l'étoile), roman o medvojnem židovskem kolaborantu. Knjiga je njegovega očeta tako vznejevoljila, da je skušal pokupiti vse njene izvode. Pred tem, leta 1959, je Modiano obtičal v Londonu in se obrnil na očeta, da bi mu priskočil z nekaj denarja na pomoč, pa ga je ta zavrnil. Spet enkrat drugič (leta 1965) ga je mati poslala k očetu, da izterja zamujeni obrok za podporo; namesto da bi dobil denar, je moral z očetom na policijo. V svojem prvem romanu – zanj je dobil nagradi Fénéon in Roger Nimier – je Modiano začel pisati o »privlačni sili preteklosti, nevarnosti izginotja, zamegljenih moralnih mejah, o temni strani duše.«
Leta 1973 je Modiano sodeloval pri scenariju za film Lacombe, Lucien (režija Louis Malle); v žarišču dogajanja je deček, ki se zaplete v sodelovanje s francoskim Gestapom, potem ko ga je bil francoski odpor zavrnil. Film je bil deležen mešanih odzivov, po mnenju kritikov mu ni uspelo zadovoljivo utemeljiti politične vpletenosti glavnega lika. Modianovi romani se vsi ukvarjajo z uganko, kdo smo; iz sledi, ki jih glavne osebe puščajo za seboj, skušajo ponovno zložiti in zgraditi njih preteklost. Obseden z nemirnem in sramotnim obdobjem okupacije, ko naj bi se njegov oče ukvarjal s sumljivimi posli, se Modiano v svojih romanih vedno znova vrača k tej temi in knjigo za knjigo gradi neverjetno homogeno življenjsko delo. »Po vsakem romanu imam vtis, da sem vse razčistil,« je Modiano dejal leta 2011. »Toda vem, da se bom spet vrnil k podrobnostim, ki so del mene. Navsezadnje nas vse opredeljujeta kraj in čas, v katera smo rojeni.« Nenehno piše o Parizu, njegovih razpletajočih se ulicah, navadah in ljudeh.
Vsa Modianova dela so pisana s stališča »manije«. Glavni junak Ulice Boutiques Obscure (Rue des Boutiques Obscures) trpi za amnezijo in potuje iz Polinezije v Pariz, v želji najti stik s svojo preteklostjo. Roman govori o brezkončnem samo-iskanju, v svetu, kjer »pesek naše stopinje ohrani samo nekaj trenutkov.« V Du Plus Loin de l'Oubli se glavna oseba spominja skrivnega ljubezenskega razmerja v šestdesetih letih s skrivnostno žensko. Petnajst let potem, ko sta se razšla, se spet srečata; spremenila je svoje ime in svojo preteklost zanika. Kaj je res in kaj ni, ostaja odprto v tem sanjam podobnem romanu, značilnem za Modianove obsedenosti in elegično prozo.
Spomin je najbolj jasno glavna tema Dore Bruder. Delo je književni hibrid, spojina več žanrov - življenjepisa, avtobiografskega dela, detektivskega romana - pripoveduje pa zgodbo 15-letne hčere židovskih imigrantov iz Vzhodne Evrope, ki po begu iz varnega samostana, kamor so jo skrili, konča na vlaku v Auschwitz. Kot Modiano pojasnjuje v uvodu k romanu, ga je zgodba začela zanimati, ko je v Paris Soir iz decembra 1941 v oglasih pogrešanih oseb naletel na Dorino ime. Notica je vzbudila njegovo zanimanje za preteklost in obiskal je v oglasu omenjen naslov. Začelo se je iskanje, iskanje spominov. Pri pisanju se je opiral na izrezke iz časopisov, na dvomljiva pričevanja in stare telefonske imenike pariških predmestij. O Dori Bruder je zapisal: »Nikoli ne bom vedel, kako je preživljala svoje dni, kje se je skrivala, s kom je bila zimske mesece svojega prvega bega, ali pa tistih nekaj tednov spomladi, ko je pobegnila drugič. To ostaja njena skrivnost.« Modianovi mirni, strogi romani, kot je med drugim tudi La Ronde de nuit, se berejo kot »sočutne, kesanja polne grozljivke.«
Modianov roman V kavarni izgubljene mladine (Dans le café de la jeunesse perdue) se dogaja v Parizu šestdesetih let, ko se skupina ljudi, med njimi detektiv dvomljivega ozadja, detektivom v senčnem ozadju, sprašuje, kaj se dogaja ali kaj se je dogajalo z mlado Louki, ki svoje življenje, kot zvemo na zadnji strani, konča s samomorom. Kljub številnim geografskim podatkom ostaja v bralcu nejasen občutek o tem, kaj se je pravzaprav zgodilo in kdaj. Prvikrat v svojem oeuvre si Modiano pomaga z več pripovedovalci, vsak od njih ima svoj pogled in mnenje o junakinji romana. Tudi ona sama pride do besede, razmišlja o epizodah iz svojega življenja, vendar na različnih ravneh prihaja do nejasnosti in do neravnovesja. Junakinja pripovedi se izmika bralčevemu razumevanju.
V Modianovem delu Obzorje ( L'Horizon (2011), pripovedovalec, Jean Bosmans, krhek moški, ki ga zasleduje duh njegove matere, premišljuje o svoji mladosti in ljudeh, ki jih je izgubil. Med njimi je zagonetna Margaret Le Coz, mladenka, ki jo je srečal v šestdesetih in se zaljubil vanjo. Samotarja preživita nekaj tednov tavata po zavitih ulicah že zdavnaj pozabljenega Pariza na begu pred fantomsko grožnjo. Nekega dne se brez predhodnega obvestila Margaret usede v vlak in izgine s sveta - vendar ne iz njegovih spominov. Štirideset let kasneje je na tem, da poišče svojo izginulo ljubezen, Roman ne samo da pooseblja Modianov slog in skrbi, ampak tudi pomeni nov korak v njegovem osebnem iskanju, po skrivnostnem sprehodu po Berlinu. »Mesto je mojih let,« pravi, ko opisuje Berlin, »skoraj v celoti je zraslo na novo iz pepela vojne. Njegove dolge, geometrične glavne ulice pa še vedno nosijo sledove zgodovine. Ampak s pravim očesom ti je pod betonom še vedno mogoče zaznati preteklo razdejanje. Prav to so korenine moje generacije.« Na teh simbolnih koreninah je z leti »zraslo eno najlepših dreves francoske književnosti.«

## Dela
- (1968) La Place de l'étoile (nagradi Fénéon in Roger Nimier, 1968);
- (1969) La Ronde de nuit
- (1972) Les Boulevards de ceinture
- (1974) Lacombe, Lucien; scenarij za film, režiser Louis Malle
- (1975) Vila Bolest; prev. Vital Klabus, Maribor : Obzorja, 1981 (COBISS)
- (1977) Livret de famille
- (1978) Ulica Boutiques obscures; prev. Mojca Schlamberger Brezar; spremna beseda Nadja Dobnik, Družba Piano 2008 (COBISS)
- (1981) Une jeunesse
- (1981) Memory Lane
- (1982) De si braves garçons
- (1984) Quartier Perdu
- (1988) Katarina, mala balerina, ilustracije Sempé; prev. Nadja Dobnik;Ljubljana : Družba Piano, 2007, (COBISS)
- (1988) Remise de peine
- (1989) Vestiaire de l'enfance
- (1990) Voyage de noces
- (1991) Fleurs de ruine
- (1992) Un cirque passe
- (1993) Chien de printemps
- (1995) Du plus loin de l'oubli
- (1997) Dora Bruder; prevod in spremna beseda Jaroslav Skrušný; Ljubljana : Beletrina, 2016, (COBISS)
- (1999) Des inconnues
- (2001) La Petite Bijou
- (2003) Nočna nezgoda ; prev. Aleš Berger; Zbirka Roman / Mladinska knjiga 2015; (COBISS)
- (2004) Un pedigree;
- (2007) V kavarni izgubljene mladine; prev. Nadja Dobnik, spremna beseda Živa Čebulj; Ljubljana, eBesede, 2015 (tisk na zahtevo) (COBISS)
- (2010) L'Horizon
- (2012) L'Herbe de nuit
- (2014) Pour que tu ne te perdes pas dans le quartier

## Filmska dela
Scenariji
- Lacombe, Lucien (režija Louis Malle), 1973
- Sin Gascogne, režija Pascal Aubier (1995)
- Srečno pot (sodeloval Jean-Paul Rappeneau), 2003

Posneto po njegovih delih
- Mladost, režija Moshé Mizrahi (po romanu z istim naslovom), 1983
- Ivonin parfem, režija Patrice Leconte (po romanu Vila Triste), 1994
- Te quiero, režija Manuel Poirier (po romanu Dimanches d'août), 2001
- Charell, režija Mikhaël Hers, kratkometražni film (po promanu De si braves garçons), 2006